# Nati nel 1997/Gennaio
| Questa pagina contiene informazioni ricavate automaticamente dalle voci biografiche con l'ausilio del template Bio e di un bot. L'aggiornamento è periodico e automatico e ricostruisce completamente la pagina. Se manca una persona in questa lista, sei pregato di non aggiungerla, ma accertati piuttosto che la sua voce biografica contenga il template Bio e che i dati anagrafici siano correttamente compilati. Se il template Bio manca, inseriscilo tu stesso o, in alternativa, metti l'avviso {{tmp\|Bio}} che ne segnala la mancanza. Se i dati riportati sono sbagliati, correggi direttamente la voce biografica; le modifiche saranno visibili in questa lista entro pochi giorni. Per chiarimenti vedi il progetto biografie. La lista contiene solo le 548 persone che sono citate nell'enciclopedia e per le quali è stato implementato correttamente il template Bio. Pagina aggiornata al 10 ago 2025. |

- 1º gennaio - Víctor Arboleda, calciatore colombiano
- 1º gennaio - Chidozie Awaziem, calciatore nigeriano
- 1º gennaio - Matt Orr, calciatore hongkonghese
- 1º gennaio - Nathaniel Coleman, arrampicatore statunitense
- 1º gennaio - Kouadio-Yves Dabila, calciatore ivoriano
- 1º gennaio - Chloé Dygert, ciclista su strada e pistard statunitense
- 1º gennaio - Fazlı Eryılmaz, lottatore turco
- 1º gennaio - Rumeysa Gelgi, avvocata turca
- 1º gennaio - Deng Geu, cestista ugandese
- 1º gennaio - Abdalelah Haroun, velocista qatariota († 2021)
- 1º gennaio - Oliver Helander, giavellottista finlandese
- 1º gennaio - Mohamed Ismail Ibrahim, mezzofondista gibutiano
- 1º gennaio - Noah Kahan, cantautore statunitense
- 1º gennaio - Gonzalo Montiel, calciatore argentino
- 1º gennaio - Dominique Savio Nshuti, calciatore ruandese
- 1º gennaio - Facundo Quintana, calciatore argentino
- 1º gennaio - Sergej Serčenkov, calciatore russo
- 1º gennaio - Lancinet Sidibe, calciatore guineano
- 1º gennaio - Myles Stephens, cestista statunitense
- 1º gennaio - İbrahim Tığcı, lottatore turco
- 1º gennaio - Adrián Ugarriza, calciatore peruviano
- 1º gennaio - Kezang Wangdi, calciatore bhutanese
- 1º gennaio - Yang Chun-Han, velocista taiwanese
- 1º gennaio - Julian Zenger, pallavolista tedesco
- 1º gennaio - Mert Çetin, calciatore turco
- 2 gennaio - Alan Barrionuevo, calciatore argentino
- 2 gennaio - Gijs Blom, attore olandese
- 2 gennaio - Artem Dudik, calciatore ucraino
- 2 gennaio - Patrick Gasman, pallavolista statunitense
- 2 gennaio - Ammi Hondo, sciatrice alpina giapponese
- 2 gennaio - Phil Hoskins, giocatore di football americano statunitense
- 2 gennaio - Adam Jakubech, calciatore slovacco
- 2 gennaio - Danylo Karas', calciatore ucraino
- 2 gennaio - Kareem Orr, giocatore di football americano statunitense
- 2 gennaio - Léo Le Blé Jaques, snowboarder francese
- 2 gennaio - Arshad Nadeem, giavellottista pakistano
- 2 gennaio - Fionn O'Shea, attore irlandese
- 2 gennaio - Patrick Pentz, calciatore austriaco
- 2 gennaio - Florent Poulolo, calciatore francese
- 2 gennaio - Aishath Sajina, nuotatrice maldiviana
- 2 gennaio - Melis Sezen, attrice e ballerina turca
- 2 gennaio - Dalton Solbrig, pallavolista statunitense
- 2 gennaio - Carlos Soler, calciatore spagnolo
- 2 gennaio - Morten Thoresen, lottatore norvegese
- 2 gennaio - Gladys Verhulst, ciclista su strada francese
- 3 gennaio - Zayne Anderson, giocatore di football americano statunitense
- 3 gennaio - Fodé Ballo-Touré, calciatore francese
- 3 gennaio - Dzmitryj Bjassmertny, calciatore bielorusso
- 3 gennaio - Jérémie Boga, calciatore ivoriano
- 3 gennaio - Thomas Byrne, attore inglese
- 3 gennaio - Andrei Cobeț, calciatore moldavo
- 3 gennaio - Erick Farias, calciatore brasiliano
- 3 gennaio - Markéta Davidová, biatleta ceca
- 3 gennaio - Sabrina Lozada-Cabbage, ex cestista statunitense
- 3 gennaio - Nicolás Machado, calciatore uruguaiano
- 3 gennaio - Kyron McMaster, ostacolista anglo-verginiano
- 3 gennaio - Diego Mercado, calciatore argentino
- 3 gennaio - Hollyn, cantante e cantautrice statunitense
- 3 gennaio - Joe Morrell, calciatore gallese
- 3 gennaio - Yvan Neyou, calciatore camerunese
- 3 gennaio - Bogdan Nicolescu, cestista rumeno
- 3 gennaio - Diego Osío, calciatore venezuelano
- 3 gennaio - Feyi Pearce, taekwondoka britannico
- 3 gennaio - Petar Petkovski, calciatore macedone
- 3 gennaio - Reynaldo César Moraes, calciatore brasiliano
- 3 gennaio - Carlos Alberto Rodríguez, calciatore messicano
- 3 gennaio - Alessandro Rossi, calciatore italiano
- 3 gennaio - Felipe Santos, calciatore brasiliano
- 3 gennaio - Lucas Schoofs, calciatore belga
- 3 gennaio - Jordan Thompson, calciatore nordirlandese
- 3 gennaio - Alaa Al Dali, calciatore siriano
- 3 gennaio - Jefferson Junio Antônio da Silva, calciatore brasiliano
- 4 gennaio - Mohamed Al Shamsi, calciatore emiratino
- 4 gennaio - Alysha Burnett, altista e multiplista australiana
- 4 gennaio - Dominic Clarke, ginnasta australiano
- 4 gennaio - Bernardo Dias, calciatore portoghese
- 4 gennaio - Debóra Dubei, cestista ungherese
- 4 gennaio - Angeliño, calciatore spagnolo
- 4 gennaio - Sa'ar Fadida, calciatore israeliano
- 4 gennaio - Andrei Ivan, calciatore rumeno
- 4 gennaio - Arnaud Lusamba, calciatore francese
- 4 gennaio - Bohdan Mel'nyk, calciatore ucraino
- 4 gennaio - Zack Monsén, sciatore alpino svedese
- 4 gennaio - Gino Mäder, ciclista su strada e pistard svizzero († 2023)
- 4 gennaio - Răzvan Popa, ex calciatore rumeno
- 4 gennaio - Jackson Rowe, cestista canadese
- 4 gennaio - Nahuel Santana, calciatore uruguaiano
- 4 gennaio - Pauline Schäfer, ginnasta tedesca
- 4 gennaio - CJ, rapper statunitense
- 4 gennaio - Matías Tavares, calciatore uruguaiano
- 4 gennaio - Ante Žižić, cestista croato
- 5 gennaio - Egehan Arna, cestista turco
- 5 gennaio - Miguel Brizuela, calciatore argentino
- 5 gennaio - Nicola Conci, ciclista su strada italiano
- 5 gennaio - Meisam Dalkhani, lottatore iraniano
- 5 gennaio - Alexander Fuchs, calciatore tedesco
- 5 gennaio - Osman Göçen, lottatore turco
- 5 gennaio - Dre'Mont Jones, giocatore di football americano statunitense
- 5 gennaio - Jiří Klíma, calciatore ceco
- 5 gennaio - Žiga Lipušček, calciatore sloveno
- 5 gennaio - Axel Mpoyo, cestista statunitense
- 5 gennaio - Manfredas Ruzgis, calciatore lituano
- 5 gennaio - Jesús Vallejo, calciatore spagnolo
- 5 gennaio - Zhang Yuning, calciatore cinese
- 5 gennaio - Alina Zmushka, nuotatrice bielorussa
- 5 gennaio - Muhammed Şengezer, calciatore turco
- 5 gennaio - Josip Špoljarić, calciatore croato
- 6 gennaio - Michel Aebischer, calciatore svizzero
- 6 gennaio - Ángelo Araos, calciatore cileno
- 6 gennaio - Emir Azemović, calciatore montenegrino
- 6 gennaio - Stefano Callegari, calciatore argentino
- 6 gennaio - Vasilīs Charalampopoulos, cestista greco
- 6 gennaio - Amara Conde, calciatore tedesco
- 6 gennaio - Sofia D'Odorico, pallavolista italiana
- 6 gennaio - Luv Resval, rapper e cantante francese († 2022)
- 6 gennaio - Joel López, calciatore argentino
- 6 gennaio - Juan Mercado, calciatore boliviano
- 6 gennaio - Daria Pikulik, pistard e ciclista su strada polacca
- 6 gennaio - Oboy, rapper malgascio
- 6 gennaio - Luca Ravanelli, calciatore italiano
- 6 gennaio - Jordan Sebban, calciatore francese
- 6 gennaio - Žana Todorova, pallavolista bulgara
- 6 gennaio - Dexter Williams, giocatore di football americano statunitense
- 7 gennaio - Ozzie Albies, giocatore di baseball olandese
- 7 gennaio - Ilhom Bahromov, lottatore uzbeko
- 7 gennaio - Isaiah Brown, ex calciatore inglese
- 7 gennaio - Hernán De La Fuente, calciatore argentino
- 7 gennaio - Eder González, calciatore spagnolo
- 7 gennaio - Makhtar Gueye, cestista senegalese
- 7 gennaio - Resul Hojaýew, calciatore turkmeno
- 7 gennaio - Lamar Jackson, giocatore di football americano statunitense
- 7 gennaio - Max Malins, rugbista a 15 inglese
- 7 gennaio - Brais Méndez, calciatore spagnolo
- 7 gennaio - Prince Osei Owusu, calciatore tedesco
- 7 gennaio - Leandro Putaro, calciatore tedesco
- 7 gennaio - Sophie Scheder, ginnasta tedesca
- 7 gennaio - Dylan Schmidt, ginnasta neozelandese
- 8 gennaio - Jack Andraka, inventore statunitense
- 8 gennaio - Nemanja Belaković, calciatore serbo
- 8 gennaio - Fran Brodić, calciatore croato
- 8 gennaio - Francisco Cabral, tennista portoghese
- 8 gennaio - Ronaldo Cisneros, calciatore messicano
- 8 gennaio - Cathy Couturier, calciatrice francese
- 8 gennaio - Shelly Fanning, pallavolista statunitense
- 8 gennaio - Art'owr K'artašyan, calciatore armeno
- 8 gennaio - Jan Kuchta, calciatore ceco
- 8 gennaio - Andreja Leški, judoka slovena
- 8 gennaio - Max Llovera, calciatore andorrano
- 8 gennaio - Mikayla Martin, sciatrice alpina e sciatrice freestyle canadese († 2019)
- 8 gennaio - Ossama Meslek, mezzofondista italiano
- 8 gennaio - Lazar Pejković, ex giocatore di football americano serbo
- 8 gennaio - Paulinho, calciatore brasiliano
- 8 gennaio - Eric Smith, calciatore svedese
- 8 gennaio - Paul Stock, calciatore tedesco
- 8 gennaio - Tarık Çetin, calciatore turco
- 9 gennaio - João Bonde, calciatore mozambicano
- 9 gennaio - Issa Diop, calciatore francese
- 9 gennaio - Dennis Eckert, calciatore tedesco
- 9 gennaio - Simone Edera, calciatore italiano
- 9 gennaio - Kevin Geniets, ciclista su strada lussemburghese
- 9 gennaio - Ėl'vira Herman, ostacolista bielorussa
- 9 gennaio - Lara Ivanuša, calciatrice slovena
- 9 gennaio - Jacob Karlstrøm, calciatore norvegese
- 9 gennaio - Karl Patrick Lauk, ciclista su strada estone
- 9 gennaio - Vanja Marinković, cestista serbo
- 9 gennaio - Adrián Marín, calciatore spagnolo
- 9 gennaio - Andrea Meroni, calciatore italiano
- 9 gennaio - James Murray-Boyles, cestista statunitense
- 9 gennaio - Gustaf Norlin, calciatore svedese
- 9 gennaio - Miguel Tapias, calciatore messicano
- 9 gennaio - Rasmus Thellufsen, calciatore danese
- 9 gennaio - João Victor da Vitória Fernandes, calciatore brasiliano
- 10 gennaio - Anglerne Annelus, velocista statunitense
- 10 gennaio - Luka Ašćerić, cestista austriaco
- 10 gennaio - Vakoun Issouf Bayo, calciatore ivoriano
- 10 gennaio - Aimen Bouguerra, calciatore algerino
- 10 gennaio - Ibrahima Fall Faye, cestista senegalese
- 10 gennaio - Sondre Fet, calciatore norvegese
- 10 gennaio - Jordan Geist, ex cestista statunitense
- 10 gennaio - Mike Jackson, giocatore di football americano statunitense
- 10 gennaio - Bul Kuol, cestista sudsudanese
- 10 gennaio - Nandor Kuti, cestista rumeno
- 10 gennaio - Milan Lazarević, calciatore serbo
- 10 gennaio - Peato Mauvaka, rugbista a 15 francese
- 10 gennaio - Bart Meijers, calciatore olandese
- 10 gennaio - Anisija Neborako, nuotatrice artistica russa
- 10 gennaio - Amanda Tenfjord, cantautrice greca
- 10 gennaio - Kristian Wilkerson, giocatore di football americano statunitense
- 10 gennaio - Joe Worrall, calciatore inglese
- 10 gennaio - Ablaikhan Zhussupov, pugile kazako
- 11 gennaio - Joahnys Argilagos, pugile cubano
- 11 gennaio - Zakaria Benchaâ, calciatore algerino
- 11 gennaio - Erlend Blikra, ciclista su strada norvegese
- 11 gennaio - David Carmona, calciatore spagnolo
- 11 gennaio - Martin Chlumecký, calciatore ceco
- 11 gennaio - Robbe Ghys, pistard e ciclista su strada belga
- 11 gennaio - Nick Leverett, giocatore di football americano statunitense
- 11 gennaio - Demetri Mitchell, calciatore inglese
- 11 gennaio - Cody Simpson, cantante australiano
- 11 gennaio - Félix Torres Caicedo, calciatore ecuadoriano
- 11 gennaio - Nikola Vujnović, calciatore montenegrino
- 12 gennaio - Ali Al-Asmari, calciatore saudita
- 12 gennaio - Joseph Amoah, velocista ghanese
- 12 gennaio - Andrei Burlacu, calciatore rumeno
- 12 gennaio - Piia Korhonen, pallavolista finlandese
- 12 gennaio - Nicolas Lemaître, calciatore francese
- 12 gennaio - José Luján, calciatore peruviano
- 12 gennaio - Jafar Salmani, calciatore iraniano
- 12 gennaio - Jerdy Schouten, calciatore olandese
- 12 gennaio - Darius Slayton, giocatore di football americano statunitense
- 12 gennaio - Henrik Udahl, calciatore norvegese
- 12 gennaio - LaGerald Vick, cestista statunitense
- 12 gennaio - Bernabé Zapata Miralles, tennista spagnolo
- 13 gennaio - Egan Bernal, ciclista su strada e mountain biker colombiano
- 13 gennaio - Joan Castro, calciatore colombiano
- 13 gennaio - Michael Cheukoua, calciatore camerunese
- 13 gennaio - Luis Díaz, calciatore colombiano
- 13 gennaio - Henry Ellenson, cestista statunitense
- 13 gennaio - Martin Franić, calciatore croato
- 13 gennaio - Joris Gnagnon, ex calciatore francese
- 13 gennaio - Pauls Jonass, pilota motociclistico lettone
- 13 gennaio - Dimitri Lavalée, calciatore belga
- 13 gennaio - Violeta Lazarević, cestista montenegrina
- 13 gennaio - Connor McDavid, hockeista su ghiaccio canadese
- 13 gennaio - Sean Nealis, calciatore statunitense
- 13 gennaio - Ngā Wai Hono i te Pō, regina neozelandese
- 13 gennaio - Mattia Nissolino, doppiatore italiano
- 13 gennaio - Diego Pettorossi, velocista italiano
- 13 gennaio - Douglas Augusto, calciatore brasiliano
- 13 gennaio - Vadym Vitenčuk, calciatore ucraino
- 13 gennaio - Isaiah Wright, giocatore di football americano statunitense
- 13 gennaio - Felipinho, calciatore brasiliano
- 14 gennaio - Sandro Altunashvili, calciatore georgiano
- 14 gennaio - Francesco Bagnaia, pilota motociclistico italiano
- 14 gennaio - Zayed Al-Ameri, calciatore emiratino
- 14 gennaio - Byun Sang-il, goista sudcoreano
- 14 gennaio - María Conde, cestista spagnola
- 14 gennaio - Keke Coutee, giocatore di football americano statunitense
- 14 gennaio - Alice Foti, calciatrice italiana
- 14 gennaio - Nina Glonti, cestista russa
- 14 gennaio - Volodymyr Kryns'kyj, calciatore ucraino
- 14 gennaio - David Krämer, cestista austriaco
- 14 gennaio - Randall Leal, calciatore costaricano
- 14 gennaio - Joey Luthman, attore statunitense
- 14 gennaio - Yahya Nadrani, calciatore francese
- 14 gennaio - Nikolaj Obol'skij, calciatore russo
- 14 gennaio - Matías Reali, calciatore argentino
- 14 gennaio - Bryan Segura, calciatore costaricano
- 14 gennaio - Snorre Strand Nilsen, calciatore norvegese
- 14 gennaio - Cedric Teuchert, calciatore tedesco
- 14 gennaio - Anastasija e Maria Tolmačëvy, cantante e attrice russa
- 14 gennaio - Evandro da Silva, calciatore brasiliano
- 15 gennaio - Thomas Akyazılı, cestista belga
- 15 gennaio - Abdulelah Al-Amri, calciatore saudita
- 15 gennaio - Michael Breij, calciatore olandese
- 15 gennaio - Pedro Báez, calciatore paraguaiano
- 15 gennaio - Thabo Cele, calciatore sudafricano
- 15 gennaio - Dennis Chembezi, calciatore malawiano
- 15 gennaio - Chen Pu, calciatore cinese
- 15 gennaio - Kyle Edwards, calciatore sanvincentino
- 15 gennaio - Marco Fischbacher, sciatore alpino svizzero
- 15 gennaio - Sebastián Gamarra, ex calciatore boliviano
- 15 gennaio - Nene Hieda, attrice, doppiatrice e cantante giapponese
- 15 gennaio - Jahquil Hill, calciatore britannico
- 15 gennaio - Laura Leclair, fondista canadese
- 15 gennaio - Lucas Lovat, calciatore brasiliano
- 15 gennaio - Morgan Poaty, calciatore francese
- 15 gennaio - Jordan Roland, cestista statunitense
- 15 gennaio - Robert Windsor, ex giocatore di football americano statunitense
- 15 gennaio - Valentina Zenere, attrice, cantante e modella argentina
- 15 gennaio - Giosuè Zilocchi, rugbista a 15 italiano
- 15 gennaio - Suhander Zúñiga, calciatore costaricano
- 15 gennaio - Hamza Čataković, calciatore bosniaco
- 16 gennaio - Fresh, rapper belga
- 16 gennaio - Artur Avahimjan, calciatore ucraino
- 16 gennaio - Denys Balanjuk, calciatore ucraino
- 16 gennaio - Jonathan Barreiro, cestista spagnolo
- 16 gennaio - Joan Bou, ciclista su strada spagnolo
- 16 gennaio - Deondre Burns, cestista statunitense
- 16 gennaio - Madeline Folgmann, taekwondoka tedesca
- 16 gennaio - Yanick Gunsch, sciatore freestyle italiano
- 16 gennaio - Ben Hall, calciatore nordirlandese
- 16 gennaio - Siim Kiskonen, ciclista su strada e ciclocrossista estone
- 16 gennaio - Josef Kvída, calciatore ceco
- 16 gennaio - Theofanīs Mauromatīs, calciatore greco
- 16 gennaio - Curtis Nwohuocha, cestista italiano
- 16 gennaio - José Félix Parra, ciclista su strada spagnolo
- 16 gennaio - Chris Ramos, calciatore spagnolo
- 16 gennaio - Rayan Raveloson, calciatore malgascio
- 16 gennaio - Antonio Romero, calciatore venezuelano
- 16 gennaio - Kevin Spadanuda, calciatore svizzero
- 16 gennaio - Pau Torres, calciatore spagnolo
- 16 gennaio - Wang Liuyi, sincronetta cinese
- 16 gennaio - Wang Qianyi, sincronetta cinese
- 16 gennaio - Serhij Čobotenko, calciatore ucraino
- 17 gennaio - Denis Ajrapetjan, pattinatore di short track russo
- 17 gennaio - Khaled Ibrahim, calciatore emiratino
- 17 gennaio - Gian Franco Allala, calciatore uruguaiano
- 17 gennaio - Božidar Andreev, sollevatore bulgaro
- 17 gennaio - Sebastiano Arman, giocatore di curling italiano
- 17 gennaio - Remo Arnold, calciatore svizzero
- 17 gennaio - Charithra Chandran, attrice britannica
- 17 gennaio - Corey Chavers, pallavolista statunitense
- 17 gennaio - Santiago Colombatto, calciatore argentino
- 17 gennaio - Maxwell Frost, politico e attivista statunitense
- 17 gennaio - Neville Gallimore, giocatore di football americano canadese
- 17 gennaio - Andreas Hanche-Olsen, calciatore norvegese
- 17 gennaio - Nikola Jakšić, pallanuotista serbo
- 17 gennaio - Keziron Kizito, calciatore ugandese
- 17 gennaio - Musah Nuhu, calciatore ghanese
- 17 gennaio - Jake Paul, youtuber, attore e pugile statunitense
- 17 gennaio - Sidney Lima, calciatore brasiliano
- 17 gennaio - Enes Taşkıran, cestista turco
- 17 gennaio - Kyle Tucker, giocatore di baseball statunitense
- 17 gennaio - Jack Vidgen, cantante australiano
- 17 gennaio - Gaëtan Weissbeck, calciatore francese
- 18 gennaio - Emil Audero, calciatore italiano
- 18 gennaio - Karan Aujla, cantante e rapper indiano
- 18 gennaio - Daniel Barlaser, calciatore inglese
- 18 gennaio - Elena Bellò, mezzofondista italiana
- 18 gennaio - Pantelīs Chatzīdiakos, calciatore greco
- 18 gennaio - Alessio Da Cruz, calciatore capoverdiano
- 18 gennaio - Drew Forbes, giocatore di football americano statunitense
- 18 gennaio - Odin Hjartarson, sciatore alpino svedese
- 18 gennaio - Besar Iseni, calciatore macedone
- 18 gennaio - Bong Kalo, calciatore vanuatuano
- 18 gennaio - Greg Kiltie, calciatore scozzese
- 18 gennaio - Blair Kinghorn, rugbista a 15 britannico
- 18 gennaio - Abigail Murer, ex sciatrice alpina statunitense
- 18 gennaio - Daisuke Sakai, calciatore giapponese
- 18 gennaio - Álex Sancris, calciatore spagnolo
- 18 gennaio - Jorge Segura, calciatore colombiano
- 18 gennaio - Miloš Stojanović, calciatore serbo
- 18 gennaio - Donát Szivacski, calciatore ungherese
- 18 gennaio - Alwyn Tera, calciatore keniota
- 18 gennaio - D.J. Turner, giocatore di football americano statunitense
- 19 gennaio - Abdulsamed Abdullahi, calciatore somalo
- 19 gennaio - Ahmed Rashed, calciatore emiratino
- 19 gennaio - Edin Atić, cestista bosniaco
- 19 gennaio - Florian Ayé, calciatore francese
- 19 gennaio - Antonio Barać, ex ciclista su strada croato
- 19 gennaio - Rodrigo Becão, calciatore brasiliano
- 19 gennaio - Alfredo Bifulco, calciatore italiano
- 19 gennaio - Marcel Bosker, pattinatore di velocità su ghiaccio olandese
- 19 gennaio - Savelij Kozlov, ex calciatore russo
- 19 gennaio - Robyn Lambird, atleta paralimpica australiana
- 19 gennaio - Alice Mangione, velocista italiana
- 19 gennaio - Anastasija Samoilova, giocatrice di beach volley lettone
- 19 gennaio - Dominika Sztandera, nuotatrice polacca
- 19 gennaio - Lukas Wank, cestista tedesco
- 19 gennaio - Maryja Žodzik, altista bielorussa
- 20 gennaio - Stanisław Aniołkowski, ciclista su strada polacco
- 20 gennaio - Jordan Bowden, cestista statunitense
- 20 gennaio - Jana Brunner, calciatrice svizzera
- 20 gennaio - İslambək Dadov, lottatore azero
- 20 gennaio - Terrell Edmunds, giocatore di football americano statunitense
- 20 gennaio - Rob Edwards, cestista statunitense
- 20 gennaio - José de Jesús Godínez, calciatore messicano
- 20 gennaio - João Pedro Heinen Silva, calciatore brasiliano
- 20 gennaio - Veronica Jones, pallavolista statunitense
- 20 gennaio - Lee Ho-jung, attrice e modella sudcoreana
- 20 gennaio - Luc Loubaki, cestista francese
- 20 gennaio - Ifeanyi Mathew, calciatore nigeriano
- 20 gennaio - Blueface, rapper statunitense
- 20 gennaio - Christian Rivas, calciatore venezuelano
- 20 gennaio - Jesús Ruiz, calciatore spagnolo
- 20 gennaio - Facundo Silvera, calciatore uruguaiano
- 20 gennaio - Rayane Soares da Silva, atleta paralimpica brasiliana
- 20 gennaio - Jason Thomas, calciatore vanuatuano
- 20 gennaio - Henrique Trevisan, calciatore brasiliano
- 20 gennaio - Oleksandr Tymčyk, calciatore ucraino
- 21 gennaio - Mihai Apostol, calciatore moldavo
- 21 gennaio - Matthew August, pallavolista e allenatore di pallavolo statunitense
- 21 gennaio - Simone Benedettini, calciatore sammarinese
- 21 gennaio - Bryan Bentaberry, calciatore uruguaiano
- 21 gennaio - Steph De Lander, wrestler australiana
- 21 gennaio - Mamadi Diakité, cestista guineano
- 21 gennaio - Clint Essers, calciatore olandese
- 21 gennaio - Šachban Gajdarov, calciatore russo
- 21 gennaio - Mikkel Honoré, ciclista su strada danese
- 21 gennaio - Doral Moore, cestista statunitense
- 21 gennaio - Luis Paradela, calciatore cubano
- 21 gennaio - Jeremy Shada, attore, doppiatore e cantante statunitense
- 21 gennaio - L'Jarius Sneed, giocatore di football americano statunitense
- 21 gennaio - Claudio Spinelli, calciatore argentino
- 21 gennaio - Ilia Topuria, artista marziale misto georgiano
- 21 gennaio - Martynas Varnas, cestista lituano
- 22 gennaio - Valentina Bergamaschi, calciatrice italiana
- 22 gennaio - Fan Zhendong, tennistavolista cinese
- 22 gennaio - Mamadou Kané, calciatore guineano
- 22 gennaio - V.J. King, cestista statunitense
- 22 gennaio - Sheryl Merchiers, calciatrice belga
- 22 gennaio - Dimităr Mitov, calciatore bulgaro
- 22 gennaio - Gerzino Nyamsi, calciatore francese
- 22 gennaio - Damian Oko, calciatore polacco
- 22 gennaio - Sebastian Saucedo, calciatore statunitense
- 22 gennaio - Jaime Seoane, calciatore spagnolo
- 22 gennaio - Gabriel Soares, canottiere brasiliano
- 23 gennaio - Duncan Campbell, ex snowboarder neozelandese
- 23 gennaio - Lucas Cunha, calciatore brasiliano
- 23 gennaio - Jessie Da Costa, karateka francese
- 23 gennaio - Steven Da Costa, karateka francese
- 23 gennaio - Willer Ditta, calciatore colombiano
- 23 gennaio - Sophie Hahn, atleta paralimpica britannica
- 23 gennaio - Attila Haris, calciatore ungherese
- 23 gennaio - Valeryj Hramyka, calciatore bielorusso
- 23 gennaio - Nozomi Kimura, calciatore cileno
- 23 gennaio - Lacy Lennon, attrice pornografica statunitense
- 23 gennaio - Noah Loosli, calciatore svizzero
- 23 gennaio - Edyairth Ortega, calciatore messicano
- 23 gennaio - Mihailo Perović, calciatore montenegrino
- 23 gennaio - Alexis Priessman, ginnasta statunitense
- 23 gennaio - Chiara Rebagliati, arciera italiana
- 23 gennaio - Christian Röder, bobbista tedesco
- 23 gennaio - Nemanja Tošić, calciatore serbo
- 23 gennaio - Gudaf Tsegay, mezzofondista etiope
- 23 gennaio - Ever Valencia, calciatore colombiano
- 23 gennaio - Karol Świderski, calciatore polacco
- 24 gennaio - Silvia Ambrosio, tennista tedesca
- 24 gennaio - Jhosuan Berríos, calciatore colombiano
- 24 gennaio - Jonah Bobo, attore e doppiatore statunitense
- 24 gennaio - Nicolás Carvacho, cestista cileno
- 24 gennaio - Ibrahim Drešević, calciatore svedese
- 24 gennaio - Hailey Duff, giocatrice di curling scozzese
- 24 gennaio - Joshewa Frederick-Charlery, calciatore britannico
- 24 gennaio - Nirei Fukuzumi, pilota automobilistico giapponese
- 24 gennaio - Justin James, cestista statunitense
- 24 gennaio - Kota Kikuchi, pattinatore di short track giapponese
- 24 gennaio - Antonio Mogavero, apneista italiano
- 24 gennaio - Teboho Mokoena, calciatore sudafricano
- 24 gennaio - Eugenio Molinatti, giocatore di curling italiano
- 24 gennaio - Riccardo Orsolini, calciatore italiano
- 24 gennaio - Tommy Redding, ex calciatore statunitense
- 24 gennaio - Yuri Ribeiro, calciatore portoghese
- 24 gennaio - Dylan Riley Snyder, attore statunitense
- 24 gennaio - Mathías Villasanti, calciatore paraguaiano
- 25 gennaio - Léon Bergsma, calciatore olandese
- 25 gennaio - Chelsie Giles, judoka britannica
- 25 gennaio - Agustín González, calciatore uruguaiano
- 25 gennaio - Noah Hanifin, hockeista su ghiaccio statunitense
- 25 gennaio - Malik Johnson, cestista statunitense
- 25 gennaio - Philip Kim, ballerino canadese
- 25 gennaio - Nikolaj Kipiani, calciatore russo
- 25 gennaio - Danylo Kučer, calciatore ucraino
- 25 gennaio - Bruno Cosendey, calciatore brasiliano
- 25 gennaio - Guido Migliozzi, golfista italiano
- 25 gennaio - Pedro Silva Torrejón, calciatore argentino
- 25 gennaio - Tanutchai Wijitwongthong, attore thailandese
- 25 gennaio - Marijan Čabraja, calciatore croato
- 25 gennaio - Matěj Šmídl, pallavolista ceco
- 26 gennaio - Zaid Al-Bawardi, calciatore saudita
- 26 gennaio - Bernald Alfaro, calciatore costaricano
- 26 gennaio - Edoardo Caneschi, pallavolista italiano
- 26 gennaio - Boban Georgiev, calciatore macedone
- 26 gennaio - Mirlind Kryeziu, calciatore kosovaro
- 26 gennaio - Kassim M'Dahoma, calciatore comoriano
- 26 gennaio - Jimmy Martínez, calciatore cileno
- 26 gennaio - Julio Pleguezuelo, calciatore spagnolo
- 26 gennaio - Marcos Vinícius Sousa Natividade, calciatore brasiliano
- 26 gennaio - Keanu Staude, calciatore tedesco
- 26 gennaio - Gedion Zelalem, calciatore tedesco
- 26 gennaio - Žan Žužek, calciatore sloveno
- 26 gennaio - Svetlana Ševelëva, schermitrice russa
- 27 gennaio - Cédric Beullens, ciclista su strada belga
- 27 gennaio - Moussa Diallo, calciatore francese
- 27 gennaio - Stefanija Elfutina, velista russa
- 27 gennaio - Fabian Gmeiner, calciatore austriaco
- 27 gennaio - Kō Itakura, calciatore giapponese
- 27 gennaio - Anna Jesypova, nuotatrice artistica ucraina
- 27 gennaio - Kiril Milov, lottatore bulgaro
- 27 gennaio - Chris Moleya, altista sudafricano
- 27 gennaio - Lukas Mühl, calciatore tedesco
- 27 gennaio - Kevin Pina, calciatore capoverdiano
- 27 gennaio - Allan Sousa, calciatore brasiliano
- 27 gennaio - Mark Spenkelink, calciatore olandese
- 27 gennaio - Benedikt Turudić, cestista tedesco
- 28 gennaio - Adel Bettaieb, calciatore francese
- 28 gennaio - Kerry Blackshear, cestista statunitense
- 28 gennaio - Nutsa Buzaladze, cantautrice e ballerina georgiana
- 28 gennaio - Terryana D'Onofrio, karateka italiana
- 28 gennaio - Aymen Dahmen, calciatore tunisino
- 28 gennaio - Trevor David, calciatore olandese
- 28 gennaio - Mohammed Jumaa, calciatore emiratino
- 28 gennaio - Ke'Bryan Hayes, giocatore di baseball statunitense
- 28 gennaio - Obi Igbokwe, velocista statunitense
- 28 gennaio - Jonas Gomes de Sousa, calciatore brasiliano
- 28 gennaio - Bojan Knežević, calciatore croato
- 28 gennaio - Norbert Kobielski, altista polacco
- 28 gennaio - Eduard Löwen, calciatore tedesco
- 28 gennaio - Martín Marta, calciatore uruguaiano
- 28 gennaio - Claudinho, calciatore brasiliano
- 28 gennaio - Mons Røisland, snowboarder norvegese
- 28 gennaio - Brodric Thomas, cestista statunitense
- 28 gennaio - Joaquín Torres, calciatore argentino
- 28 gennaio - Brandon Wilson, calciatore botswano
- 28 gennaio - Dries Wouters, calciatore belga
- 28 gennaio - Yang Kaiwen, goista cinese
- 28 gennaio - Ryan Yates, calciatore inglese
- 29 gennaio - Bryan Bautista, calciatore uruguaiano
- 29 gennaio - Rodrigo Blankenship, giocatore di football americano statunitense
- 29 gennaio - Antonietta Castiello, calciatrice italiana
- 29 gennaio - Victor Coroller, ostacolista e velocista francese
- 29 gennaio - Ismaël Diallo, calciatore ivoriano
- 29 gennaio - Joel Eriksson Ek, hockeista su ghiaccio svedese
- 29 gennaio - Yui Hasegawa, calciatrice giapponese
- 29 gennaio - Oliver Hoare, mezzofondista australiano
- 29 gennaio - Juan Huangal, calciatore peruviano
- 29 gennaio - Antonio Kamenjašević, lottatore croato
- 29 gennaio - Madeleine Madden, attrice australiana
- 29 gennaio - Asahi Masuyama, calciatore giapponese
- 29 gennaio - Pablo Meza, calciatore paraguaiano
- 29 gennaio - Božo Mikulić, calciatore croato
- 29 gennaio - Tyre Phillips, giocatore di football americano statunitense
- 29 gennaio - Šimon Puršl, cestista ceco
- 29 gennaio - Rachele Scarpa, politica italiana
- 29 gennaio - Yoan Severin, calciatore francese
- 29 gennaio - Itsuki Urata, calciatore giapponese
- 29 gennaio - Yusuf Yazıcı, calciatore turco
- 29 gennaio - Nicolás Zalazar, calciatore argentino
- 30 gennaio - Mathias Bringaker, calciatore norvegese
- 30 gennaio - Shaq Buchanan, cestista statunitense
- 30 gennaio - Thomas Chabot, hockeista su ghiaccio canadese
- 30 gennaio - Daniel de la Rúa, cestista spagnolo
- 30 gennaio - Viktor Karl Einarsson, calciatore islandese
- 30 gennaio - Christian Falocchi, altista italiano
- 30 gennaio - Gianluca Grecchi, attore italiano
- 30 gennaio - Lucy Hope, nuotatrice britannica
- 30 gennaio - Ryōsuke Kojima, calciatore giapponese
- 30 gennaio - Thomas MacKintosh, canottiere neozelandese
- 30 gennaio - Victor Jamal Mitchell jr., giocatore di football americano statunitense
- 30 gennaio - Unai Núñez, calciatore spagnolo
- 30 gennaio - Luís Oyama, calciatore brasiliano
- 30 gennaio - Alessandro Piccinelli, pallavolista italiano
- 30 gennaio - Ward Pétré, pattinatore di short track belga
- 30 gennaio - Christian Rozeboom, giocatore di football americano statunitense
- 30 gennaio - Shim Suk-hee, pattinatrice di short track sudcoreana
- 31 gennaio - Fares Arnaout, calciatore siriano
- 31 gennaio - Arvid Auner, snowboarder austriaco
- 31 gennaio - Donte DiVincenzo, cestista statunitense
- 31 gennaio - Ali El Ghrari, arciere libico
- 31 gennaio - Arnaut Danjuma, calciatore nigeriano
- 31 gennaio - Tiffany James, velocista giamaicana
- 31 gennaio - Panuwat Kerdthongtavee, attore televisivo thailandese
- 31 gennaio - Anna Lazareva, pallavolista russa
- 31 gennaio - Khadija Shaw, calciatrice giamaicana
- 31 gennaio - Matheus Sousa Pereira, calciatore brasiliano
- 31 gennaio - Horace Spencer, cestista statunitense
- 31 gennaio - Hina Sugita, calciatrice giapponese